# Yvonne Hoffman
Yvonne Hoffman, född 17 februari 1941 i Helsingfors, är en finlandssvensk författare. Hon skriver huvudsakligen för barn och ungdom, men även för vuxna läsare. Hoffman är filosofie magister i nordiska språk och franska och arbetade som universitetslektor i svenska vid Vasa universitet fram till 1997. 
I sitt författarskap har Hoffman medvetet gått in för att skapa litteratur där finlandssvenska barn och unga kan känna igen sig. De tidiga böckerna Johan 7 år (1977) och Jag tycker inte om spindlar (1979) var konventionellt uppbyggda. Efter att ha skrivit ett par underhållande ungdomsromaner i mysteriestil har Hoffman skrivit böcker med en mer fördjupad berättarstil, där humor och spänning är viktiga ingredienser. 
Många av böckerna är också historiskt förankrade. Den kluvna stenen (1989) och Kniven och ringen (1992) utspelar sig under vikingatiden och Härliga tomater (1982) i 1910-talets västnyländska kustbygd. Inte minst det livfulla språket och böckernas optimistiska grundton har gett henne en växande läsarskara på båda sidor om språkgränsen. Hoffman tilldelades Hugo Bergroth-priset 1999 och Statens litteraturpris för barn- och ungdomskultur 2003. 
En sammanhängande serie av böcker är Det röda bokmärket (2006), Tsarens galejor (2009), Fånge hos tsaren (2013), samt i Kungens tjänst (2016) som följer Eriks äventyr med början i nutid, men därefter förlagda i tiden för den Stora Ofreden på olika håll i Västnyland, Ryssland, Österbotten och Sverige.

## Priser och utmärkelser
- Fredrika Runeberg-stipendiet 1992
- Hugo Bergroth-priset 1999
- Finska statens litteraturpris för barn- och ungdomskultur 2003
- Catahyapriset 2007
- Choraeuspriset 2022 <HBL 20.7.2022 s. 19>